# بول مونش
بول مونش (بالألمانية: Paul Münch)‏ (و. 1879 – 1951 م) هو كاتب ألماني، توفي في نويشتات أن در فاينشتراسه، عن عمر يناهز 72 عاماً.

## روابط خارجية
- بول مونش على موقع ديسكوغز (الإنجليزية)